# 3793 Leonteus
A 3793 Leonteus (ideiglenes jelöléssel 1985 TE3) egy kisbolygó a Naprendszerben. Carolyn Shoemaker fedezte fel 1985. október 11-én.